# Instituto Cultural Peruano Norteamericano
El Instituto Cultural Peruano Norteamericano, conocido también como ICPNA (pronunciado [ipna]), es el centro cultural binacional para la enseñanza del idioma inglés estadounidense y el intercambio y promoción cultural entre Perú y Estados Unidos. Actualmente cuenta con seis sedes de enseñanza en la ciudad de Lima y nueve en el interior del país.
Es reconocido por su contribución al desarrollo de la comunidad a través de la enseñanza del inglés y el español como idiomas de entendimiento universal; su labor promotora del hábito de la lectura a través de su red de bibliotecas, y su variada programación cultural de nivel internacional.

## Historia

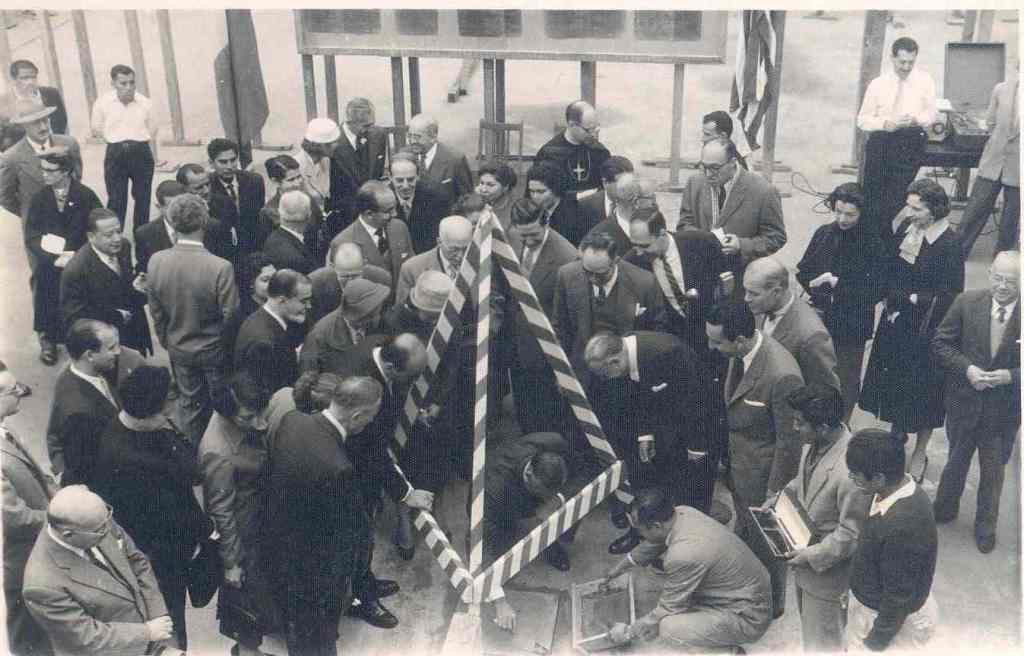
Colocación de la primera piedra de la sede Lima Centro.

El ICPNA fue fundado el 2 de junio de 1938 por distinguidos escritores, intelectuales y científicos peruanos y estadounidenses. Entre sus fundadores figuran personalidades como Manuel Beltroy, Estuardo Nuñez, Jorge Basadre, Luis E. Valcárcel, Julio C. Tello, Aurelio Miró-Quesada de la Guerra, Juan Pardo Heeren, Ricardo Palma Silva, Luis C. Infante, Alberto Tauro del Pino, Horacio Urteaga, José Gálvez Barrenechea, José Jiménez Borja, Godofredo García, Carlos Monge Medrano, José Florés-Araoz, Nicomedes Santa Cruz Aparicio, John Murdoch, Albert Anthony Giesecke, entre otros personajes del arte, la ciencia y la cultura.
Inició sus actividades con tres alumnos y dos profesores en un modesto local de la calle Pando (hoy Carabaya), en el centro de Lima. Desde entonces, el instituto comprendió el valor del inglés americano como el idioma que habla el mundo, formando a decenas de generaciones de peruanos que alcanzaron metas internacionales.
En 2013, el ICPNA cumplió 75 años de vida institucional, conservando los valores e ideales de su fundación. Rose M. Likins, embajadora de los Estados Unidos en el Perú en aquel entonces, afirmó que la institución ha logrado convertirse en el centro binacional más grande del mundo.[cita requerida]

## Programa cultural
Desde 1986 el ICPNA viene trabajando una identidad cultural con énfasis en las artes visuales y las artes escénicas, con las que ha logrado posicionarse como una institución que promueve y fortalece la producción artística. La gerencia Cultural del ICPNA organiza en sus auditorios de Lima y Miraflores una serie de festivales y encuentros internacionales que ya han adquirido notoriedad como parte de la movida cultural limeña. Entre ellos se encuentran los festivales internacionales de Guitarra, Jazz, Danza Nueva y Vibráfono y Marimba. También organiza el Festival de Teatro Peruano Norteamericano y la Bienal de Cello. En cuanto a las artes visuales, además de las exposiciones individuales y colectivas que se exhiben en las galerías de Lima Centro, Miraflores, La Molina y San Miguel

## Sedes

### Lima
- Jirón Cuzco 446, Lima Centro
- Avenida Angamos Oeste 120 esq. Av. Arequipa, Miraflores
- Avenida La Marina 2469, San Miguel
- Av. Javier Prado Este 4625, La Molina
- Av. El Pacífico 477, Independencia / San Martín de Porres[1]
- Cl. Domingo Tristán y Moscoso esq. Cl. Manco Inca II, Urb. Los Próceres, Santiago de Surco
- Virtual (debido a la pandemia del COVID 19)[2]

### Provincias
- Cl. Pevas 487, Maynas, Loreto (Iquitos)
- Urb. Mariscal Luzuriaga, a media cuadra de la Catedral de Nuevo Chimbote (Chimbote)

- Jr. Andrés Rázuri 244, distrito de Callería (Pucallpa)
- Jr. Mariano Melgar 419 - 429, distrito de Independencia (Huaraz)

- Cl. Miscabamba cruce con Av. Núñez, a una cuadra de Corte Superior de Justicia de Apurímac (Abancay)

- Jr. Columna Pasco 204, Urb. San Juan Pampa (Cerro de Pasco)
- Cl. Juan Antonio Trelles 513 (Andahuaylas)
- Cl. Baltazar Caravedo 244, Urb. Luren (Ica)
- Cl. Grau 541, Distrito de Chincha Alta (Chincha)
- Cl. Coronel Bustios 146 - Telf: (052) 24 4406 (Tacna)
- Av. los Incas 1504 (Cusco)
- Jirón Guido 718-779 (Huancayo)
- Virtual (debido a la pandemia del COVID 19)[2]

## Asociación de Centros Binacionales de Latinoamérica
El ICPNA forma parte de la Asociación de Centros Binacionales (BNCs) de Latinoamérica, alianza integrada por instituciones autónomas que mantienen y promueven vínculos de cooperación e intercambio entre sus respectivos países y los Estados Unidos a través de la enseñanza de idiomas, programas culturales, el desarrollo de bibliotecas y la asesoría en oportunidades de estudios superiores (EducationUSA).
Los BNCs trabajan frecuentemente en cooperación con la Sección de Prensa y Cultura de la Embajada de los Estados Unidos en cada país, pero son independientes en su política administrativa y financiera. En Latinoamérica podemos hallar BNCs en Argentina, Bolivia, Brasil, Chile, Colombia, Costa Rica, Ecuador, El Salvador, Guatemala, Haití, Honduras, México, Nicaragua, Panamá, Paraguay, Perú, República Dominicana, Uruguay y Venezuela.
En el Perú, existen otros BNCs que contribuyen a la labor de la asociación en distintas partes del país como:
- Centro Cultural Peruano Norteamericano - CCPNA (Arequipa, Tacna, Ilo y Puno)

- Instituto Cultural Peruano Norteamericano de Chiclayo (Chiclayo, Jaén, Chepén y Cajamarca)

- Instituto Cultural Peruano Norteamericano de Cusco (Cusco y Puerto Maldonado)

- Asociación Cultural Peruano Norteamericana - Región Centro (Huancayo, La Merced, Huánuco, Ayacucho y Huancavelica)

- Asociación Cultural del Oriente (Iquitos)

- Asociación Cultural del Norte (Chimbote)

- Instituto Cultural Peruano Norteamericano - Región Grau (Piura, Sullana y Talara)

- Centro Peruano Americano - El Cultural de Tarapoto (Tarapoto)

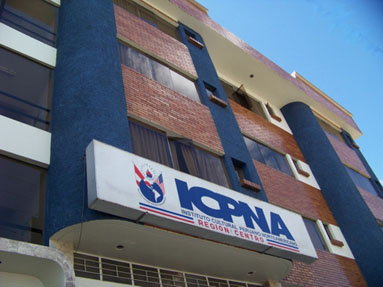
Instituto de la Asociación Cultural Peruano Norteamericano - Región Centro (Sede Jr. Ayacucho - Huancayo)

- Centro Peruano Americano - El Cultural (Trujillo)Instituto de la Asociación Cultural Peruano Norteamericano - Región Centro (Sede Jr. Ayacucho - Huancayo)